# Pałecznica trójkątno-sercowato-zarodnikowa
Pałecznica trójkątno-sercowato-zarodnikowa (Typhula culmigena (Mont. & Fr.) Berthier) – gatunek grzybów z rodziny pałecznicowatych (Typhulaceae)

## Systematyka i nazewnictwo
Pozycja w klasyfikacji według Index Fungorum: Typhula, Typhulaceae, Agaricales, Agaricomycetidae, Agaricomycetes, Agaricomycotina, Basidiomycota, Fungi.
Po raz pierwszy opisali go w 1836 r. Camille Montagne i Elias Fries, nadając mu nazwę Pistillaria culmigena. Obecną nazwę nadał mu Jacques Berthier w 1976 r. Pozostałe synonimy:
- Dacryopsella culmigena (Mont. & Fr.) Höhn. 1915
- Dacryopsis culmigena (Mont. & Fr.) Höhn. 1909
- Pistillaria cardiospora Quél. 1883

Polską nazwę zaproponował Władysław Wojewoda w 2003 r.

## Morfologia
Owocnik
Główka o wysokości 0,2–1,5 mm, średnicy 0,1–0,8 mm, kształt od jajowatego do maczugowatego, prosta, biała. Trzon tej samej długości lub krótszy niż główka, rzadko dłuższy 0,2-0,7, mm, o średnicy 0,08–0,2 mm, cylindryczny, prosty, gładki lub o nieregularnej powierzchni, biały lub ochrowobiały do ochrowobrązowego w dojrzałych owocnikach. Nie tworzy sklerocjów.
Cechy mikroskopowe
Bazydiospory trójkątno-sercowate, z trzema podłużnymi rowkami i trzema wypukłościami na wierzchołkach, nieamyloidalne, 4,5–6 × (3,5) 4–5 (5,5) µm, Q=1,14. Podstawki maczugowate, 24–32 × 4–5,6 µm, z 2–4 sterygmami i sprzążką bazalną. W główce cylindryczne strzępki o średnicy 3–8 μm, cienkościenne, ze sprzążkami, zżelowane, niedekstrynoidalne, z kryształami. Trzon zbudowany z cylindrycznych strzępek o średnicy 3–8 µm, cienkościennych, ze sprzążkami, niedekstrynoidalnych, niezżelowanych, z kryształkami lub bez. Powierzchnia trzonu z cylindrycznymi, zżelowanymi, cienkościennymi strzępkami ze sprzążkami, o średnicy 3–8 μm, z kryształkami lub bez. Brak kaulocystyd. Kryształki czworościenne.
Gatunki podobne
Pałecznica ta charakteryzuje się specyficznymi, unikalnymi w rodzaju Typhula, trójkątno-sercowatymi zarodnikami. W identyfikacji gatunku pomaga także zżelowanie strzępek, brak sklerocjów i włosków na powierzchni.

## Występowanie i siedlisko
Występuje w Europie i Azji. W Polsce W. Wojewoda w 2003 r. przytoczył wiele stanowisk, podano je także w późniejszych latach, a najbardziej aktualne podaje internetowy atlas grzybów. Znajduje się w nim na liście gatunków zagrożonych i wartych objęcia ochroną.
Saprotrof występujący na ogonkach liściowych opadłych liści drzew liściastych i niektórych roślin zielnych. W Polsce notowany na olszach, jesionach, wiązach, gajowcu żółtym i słoneczniku bulwiastym.